# 1912 en France
Chronologie de la France
- 1908
- 1909
- 1910
- 1911
- 1912
- 1913
- 1914
- 1915
- 1916

Cette page concerne l'année 1912 du calendrier grégorien.

## Événements
- 11 janvier : démission de Joseph Caillaux, jugé trop conciliant avec l’Allemagne après la seconde crise marocaine[1].
- 14 janvier : Raymond Poincaré devient président du Conseil et forme un gouvernement (fin le 18 janvier 1913)[2]. Il se réserve les Affaires étrangères.
- 21 janvier : Paul Hyacinthe Loyson publie dans l'hebdomadaire Les Droits de l'Homme Pour les Jeunes Radicaux, manifeste du mouvement des Jeunes Radicaux[3].

- 4 février : Franz Reichelt se tue en sautant du premier étage de la Tour Eiffel alors qu'il teste sa combinaison-parachute en public[4].

- 20 mars-16 mai : Salon des indépendants à Paris[5].

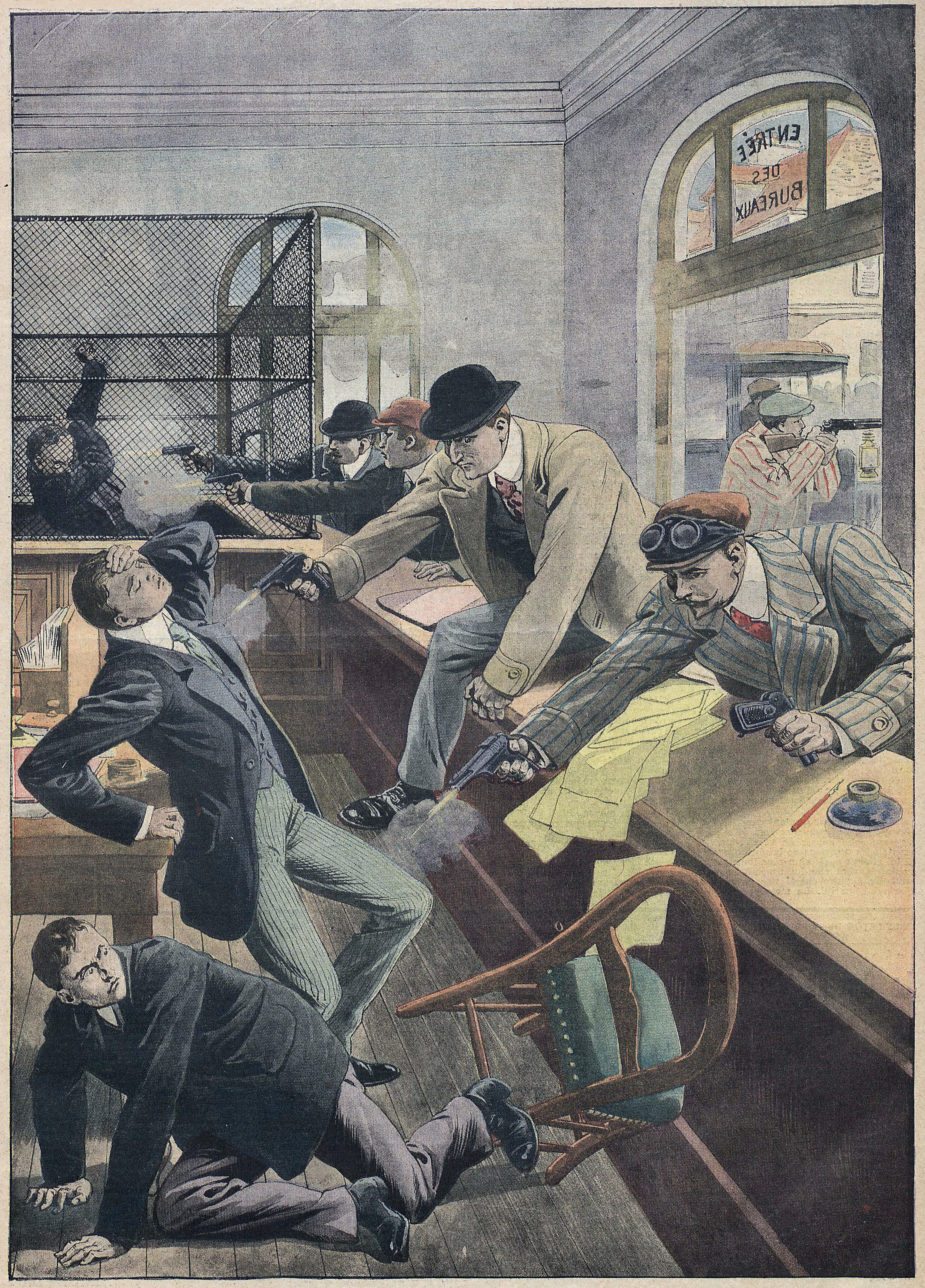
Le braquage de la succursale de la Société générale à Chantilly, vue par Le Petit Journal.

- 25 mars : braquage de la succursale de la Société générale à Chantilly, dernier hold-up de la bande à Bonnot[6].
- 29 mars : loi portant organisation de l'aéronautique militaire[7].
- 29 mars- 7 avril : André Soudy, Édouard Carouy (4 avril) et Raymond Callemin, dit Raymond « la Science » (7 avril) sont arrêtés[8].
- 30 mars :
  - signature à Fès du traité qui impose le protectorat français sur le Maroc[9].
  - loi sur le programme naval, premier statut naval français[10].
- 13 avril : l'ingénieur François Denhaut présente le premier hydravion à coque, l'hydroaéroplane Donnet-Lévêque[11].
- 17 - 19 avril : insurrection de Fès, réprimée par le général Moinier ; les tabors massacrent leurs officiers français et envahissent les rues pour protester contre le protectorat français sur le Maroc, rejoints par la population ; le quartier juif est saccagé pour châtier ses habitants du bon accueil qu’ils ont fait aux soldats français[12].
- 17 avril : éclipse solaire visible à Paris[13].
- 24 avril : le commissaire Louis-François Jouin, sous-chef de la Sûreté nationale, est tué à Ivry-sur-Seine en tentant d’arrêter Jules Bonnot[8].

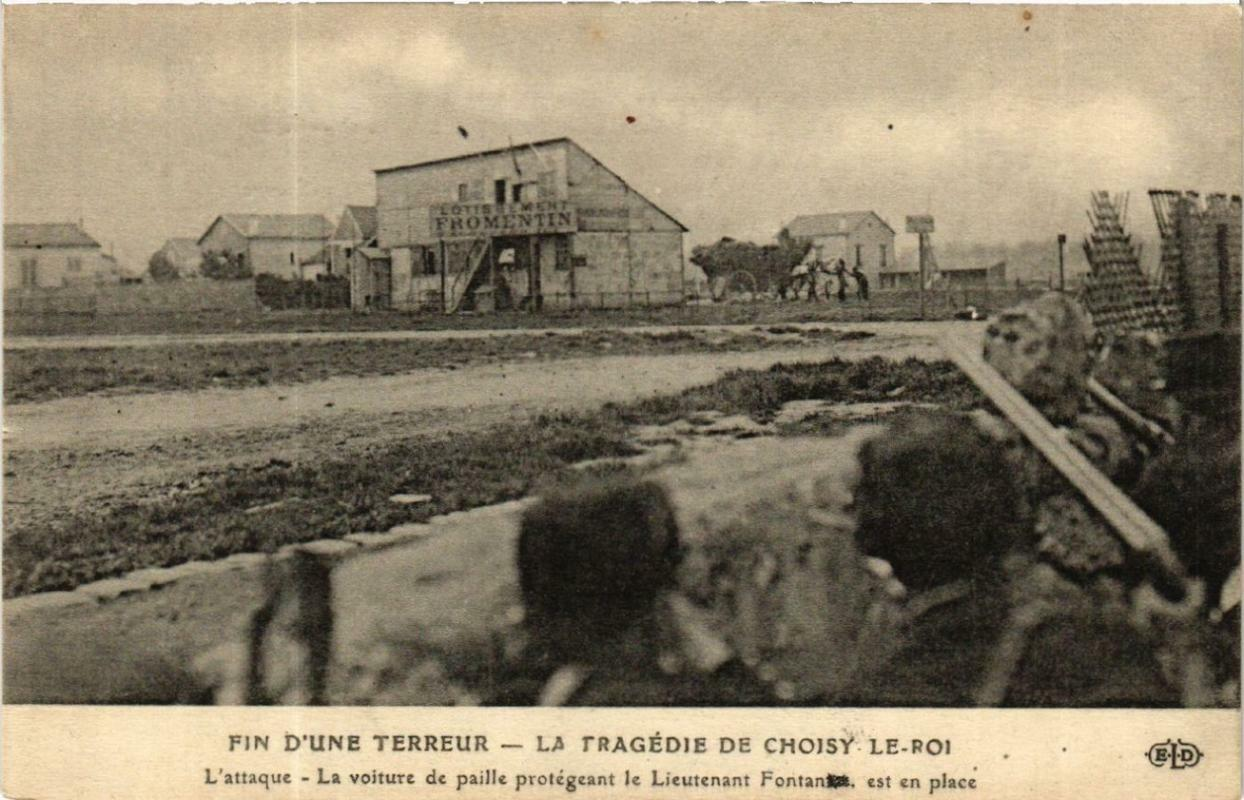
Le garage de Choisy-le-Roi ou est assiégé Jules Bonnot.

- 27 avril : siège de la bande à Bonnot réfugiés dans le garage de Jean Dubois à Choisy-le-Roi et mort de son chef le lendemain[8].
- 28 avril : Hubert Lyautey est nommé commissaire-résident général au Maroc[14]. Il arrive à Fès le 24 mai et rétablit l’ordre[15].

- 5 et 12 mai : élections municipales[16].

- 1er juin : premier numero du Journal des dames et des modes[17].
- 3-20 juin : grève chez Berliet à Lyon contre le chronométrage du travail[18].

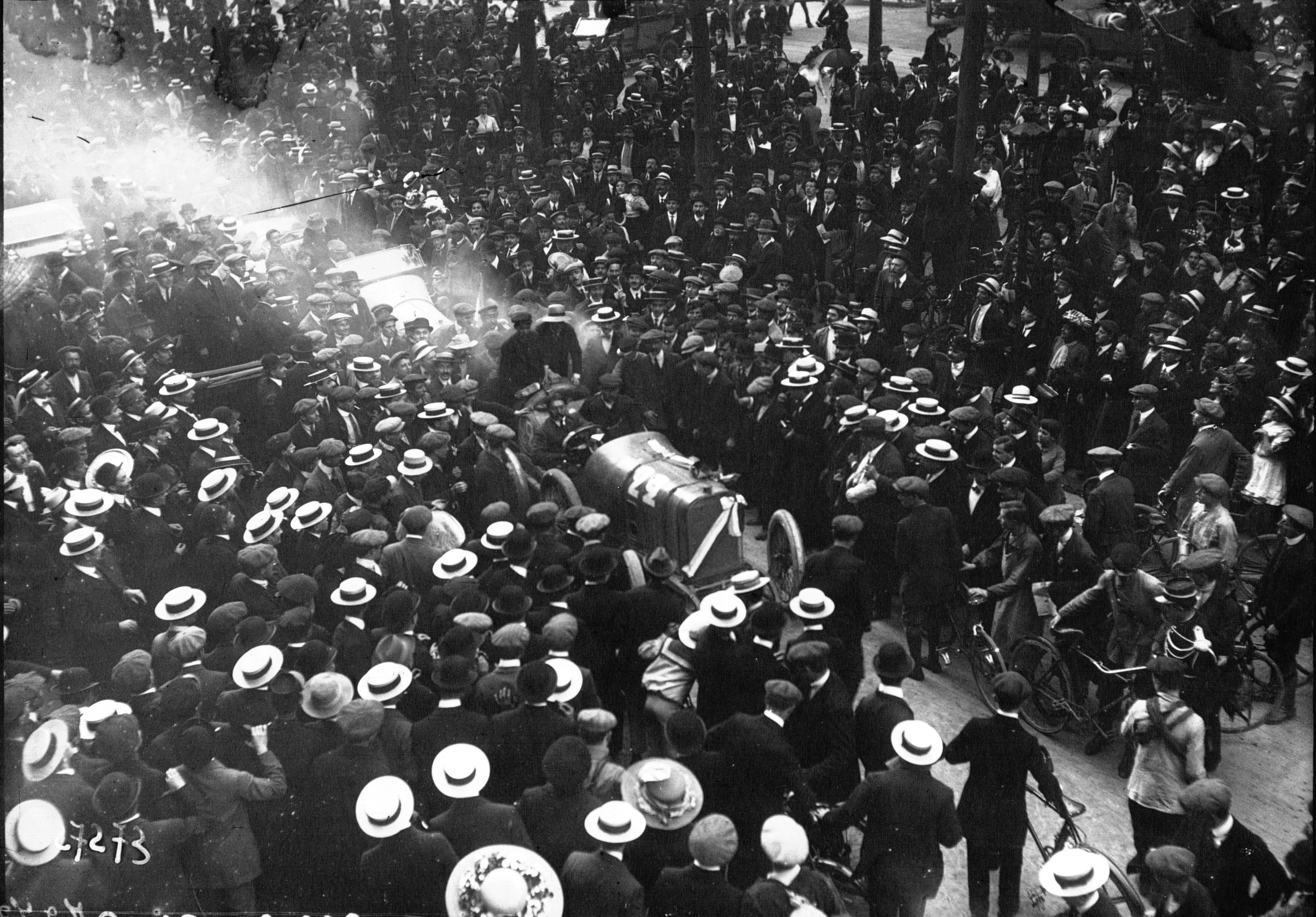
Georges Boillot dans sa Peugeot au Grand Prix de France 1912 à Dieppe.

- 25-26 juin : Georges Boillot remporte le Grand Prix automobile[19].

- 10 juillet : la représentation proportionnelle est adoptée à la Chambre[1].
- 16 juillet : loi sur l'exercice des professions ambulantes et la réglementation de la circulation des nomades ; ils doivent être obligatoirement en possession d'un carnet anthropométrique d'identité[20]. Le député socialiste de la Gironde Antoine Jourde pose la question de l'usage du terme romanichel ; le ministre du Commerce et de l'Industrie Fernand David donne une définition ethnique[21].
- 25 juillet : la colonie de « Mayotte et dépendances » est rattachée à la colonie de Madagascar.
- 1er octobre-8 novembre : Salon d'automne au Grand Palais[22].
- 10-30 octobre : Salon de la Section d'Or organisé à la galerie La Boétie de Paris par le groupe de Puteaux[23].

- 15 novembre : premier numéro de la Gazette du bon ton, revue de mode fondé par Lucien Vogel[24].
- 17 novembre : une manifestation contre les risques de guerre rassemble plus de 100 000 personnes sur la butte du Chapeau-Rouge sur le territoire du Pré-Saint-Gervais[25].
- 27 novembre : convention de Madrid entre l’Espagne et la France pour le partage du Maroc. Tanger obtient un régime particulier[9].

- 4 décembre : grève chez Renault contre le chronométrage du travail[26].
- 7–22 décembre : XIIIe Salon de l'automobile de Paris[27]. Peugeot présente une nouvelle version de la « Bébé », voiturette dessinée par Ettore Bugatti[28].
- 23 décembre : loi Bonnevay ; création des offices publics des HBM (Habitation à bon marché)[29].